# 国立台湾交響楽団
国立台湾交響楽団（こくりつたいわん こうきょうがくだん、繁体字広東語: 國立臺灣交響樂團、英: National Taiwan Symphony Orchestra、英文略称：NTSO)は、台湾の台中市を本拠とする国立のオーケストラ。

## 概要
1945年に台湾警備司令部交響楽団（臺灣警備司令部交響樂團）として設立され
、台北で演奏会を開始した
。
台湾で最も長い歴史を持つオーケストラである。

1950年代に白色テロの影響を受け軍司令部から独立し、台湾省交響楽団（臺灣省交響樂團）へ改名された。
1972年に行政改変により本拠地を台中市へ移転する。

1999年に国立台湾交響楽団に改称され、文化委員会(後に文化部)の管轄下に入った
。
西洋クラシック音楽を台湾の聴衆に紹介することから始まり、現在ではクラシックや現代音楽、西洋の作品や地元の作品(民謡を含む)など、さまざまな種類の音楽に取り組んでいる。

これまでに、アメリカ、オーストリアなどへの海外ツアーの他、2023年には来日公演を行っている。

## 歴代監督
- 蔡其坤（1945年-1949年）
- 王熙志（1949年-1960年）
- Tsui-Lun Dai（1960年-1973年）
- ウェイリャン・シー（1973年-1974年）
- ハンチン・デン（1974年-1991年）
- チェン・シュン・チェン（1991年-2002年）
- 蘇忠（2003年-2005年）
- チーリャン・コ（2005年-2007年）
- 劉素勇（2008年-2011年）
- リン・ジェンイー（2011年-2012年）
- 張蘇坡（2012年-2014年）
- 黄蘇仁（2014年-2016年）
- 劉 素勇（2016年-2024年）
- 欧陽慧康（2025年- ）